# Список вулканів Болівії
Список вулканів Болівії — перелік вулканів, діючих або згаслих, на території Болівії.
Діючі вулкани розташовані в західній частині країни, утворюючи Кордильєру-Оксиденталь, західну межу плато Альтіплано. Багато діючих вулканів є міжнародними горами, спільними з Чилі. Усі кайнозойські вулкани Болівії входять до Центральної вулканічної зони Андійського вулканічного поясу і пов'язані зі субдукцією плити Наска під Південноамериканською плитою. Центральна вулканічна зона є великою верхньокайнозойською вулканічною провінцією. Крім андійських вулканів, у східній частині Болівії є рештки давніх вулканів навколо докембрійського щита Гуапоре.
| Назва                     | Висота (м) | Координати                                                            | Останнє виверження (VEI)   |
| ------------------------- | ---------- | --------------------------------------------------------------------- | -------------------------- |
| Абра-Гранада              | 5700       | 22°32′ пд. ш. 66°32′ зх. д. / 22.533° пд. ш. 66.533° зх. д.           | 7,9-5,0 млн років тому     |
| Акотанґо                  | 6052       | 18°22′56″ пд. ш. 69°02′52″ зх. д. / 18.38222° пд. ш. 69.04778° зх. д. | голоцен                    |
| Аналлахсі                 | 5750       | 17°55′37″ пд. ш. 68°54′33″ зх. д. / 17.92694° пд. ш. 68.90917° зх. д. | голоцен?                   |
| Аскотан                   | 5500       | 21°41′ пд. ш. 68°07′ зх. д. / 21.683° пд. ш. 68.117° зх. д.           | невідомо                   |
| Асу-Асуні                 | 4968       | 18°13′ пд. ш. 68°31′ зх. д. / 18.217° пд. ш. 68.517° зх. д.           | -                          |
| Бонете                    | 5630       |                                                                       | 15 млн років тому          |
| Вілама                    |            | 22°24′ пд. ш. 66°57′ зх. д. / 22.400° пд. ш. 66.950° зх. д.           | міоцен-пліоцен             |
| Віла-Пукарані             | 4920       | 19°19′50″ пд. ш. 68°18′35″ зх. д. / 19.33056° пд. ш. 68.30972° зх. д. | -                          |
| Гуаяк                     | 5598       | 22°53′51″ пд. ш. 67°33′59″ зх. д. / 22.89750° пд. ш. 67.56639° зх. д. | невідомо                   |
| Гуача                     | 5250       | 22°45′ пд. ш. 67°28′ зх. д. / 22.750° пд. ш. 67.467° зх. д.           | 1,7 млн років тому         |
| Хітірі                    | 5031       | 18°13′ пд. ш. 68°48′ зх. д. / 18.217° пд. ш. 68.800° зх. д.           | -                          |
| Ескала                    | 4000       | 21°36′00″ пд. ш. 66°52′29″ зх. д. / 21.60000° пд. ш. 66.87472° зх. д. | голоцен                    |
| Іррупутунку               | 5163       | 20°43′51″ пд. ш. 68°33′09″ зх. д. / 20.73083° пд. ш. 68.55250° зх. д. | 1995                       |
| Капурата                  | 5990       | 18°24′54″ пд. ш. 69°02′45″ зх. д. / 18.41500° пд. ш. 69.04583° зх. д. | -                          |
| Кетена                    | 5730       | 22°15′33″ пд. ш. 67°24′56″ зх. д. / 22.25917° пд. ш. 67.41556° зх. д. | голоцен?                   |
| Колума                    | 3876       | 18°30′00″ пд. ш. 68°05′11″ зх. д. / 18.50000° пд. ш. 68.08639° зх. д. | невідомо                   |
| Серро-Часкон-Рунту-Харита | 4900       | 21°53′02″ пд. ш. 67°54′18″ зх. д. / 21.88389° пд. ш. 67.90500° зх. д. | 88,000 — 97,000 років тому |
| Кунтурирі                 | 5762       | 18°2′ пд. ш. 69°04′ зх. д. / 18.033° пд. ш. 69.067° зх. д.            | -                          |
| Ларам-Кава                | 5182       |                                                                       | голоцен?                   |
| Ліканкабур                | 5415       | 22°49′41″ пд. ш. 67°52′35″ зх. д. / 22.82806° пд. ш. 67.87639° зх. д. | голоцен                    |
| Ліпес                     | 5929       | 21°56′35″ пд. ш. 66°51′41″ зх. д. / 21.94306° пд. ш. 66.86139° зх. д. | -                          |
| Міллуну                   |            |                                                                       | міоцен                     |
| Мічинча                   | 5248       | 20°56′16″ пд. ш. 68°30′09″ зх. д. / 20.93778° пд. ш. 68.50250° зх. д. | голоцен                    |
| Мойро                     | 4269       | 21°41′03″ пд. ш. 67°28′01″ зх. д. / 21.68417° пд. ш. 67.46694° зх. д. | голоцен?                   |
| Морококала                |            | 18°10′ пд. ш. 66°45′ зх. д. / 18.167° пд. ш. 66.750° зх. д.           | 6,4 млн років тому         |
| Напа                      | 5170       | 20°30′ пд. ш. 68°40′ зх. д. / 20.500° пд. ш. 68.667° зх. д.           | 1,38 млн років тому        |
| Нуево-Мундо               | 5438       | 19°46′27″ пд. ш. 66°28′42″ зх. д. / 19.77417° пд. ш. 66.47833° зх. д. | голоцен                    |
| Олка                      | 5353       | 20°56′38″ пд. ш. 68°28′33″ зх. д. / 20.94389° пд. ш. 68.47583° зх. д. | голоцен                    |
| Ольяґуе                   | 5863       | 21°18′07″ пд. ш. 68°10′45″ зх. д. / 21.30194° пд. ш. 68.17917° зх. д. | пліоцен                    |
| Пампа-Люксар              | 5543       | 20°50′55″ пд. ш. 68°11′54″ зх. д. / 20.84861° пд. ш. 68.19833° зх. д. | голоцен                    |
| Панісос                   | 5000       | 22°15′ пд. ш. 66°45′ зх. д. / 22.250° пд. ш. 66.750° зх. д.           | міоцен                     |
| Паринакота                | 6348       | 18°09′58″ пд. ш. 69°08′33″ зх. д. / 18.16611° пд. ш. 69.14250° зх. д. | 290 рік ± 300 років        |
| Пар'яні                   | 5077       | 19°07′52″ пд. ш. 68°25′30″ зх. д. / 19.13111° пд. ш. 68.42500° зх. д. |                            |
| Серо-Парума               | 5420       | 20°56′36″ пд. ш. 68°27′32″ зх. д. / 20.94333° пд. ш. 68.45889° зх. д. | пліоцен                    |
| Парума                    | 5310       | 20°56′36″ пд. ш. 68°27′32″ зх. д. / 20.94333° пд. ш. 68.45889° зх. д. | 1867                       |
| Патілья-Пата              | 5700       | 18°02′29″ пд. ш. 69°04′30″ зх. д. / 18.04139° пд. ш. 69.07500° зх. д. | голоцен                    |
| Померапе                  | 6282       | 18°07′33″ пд. ш. 69°07′39″ зх. д. / 18.12583° пд. ш. 69.12750° зх. д. | пліоцен                    |
| Порко                     |            | 19°50′ пд. ш. 66°00′ зх. д. / 19.833° пд. ш. 66.000° зх. д.           | 8.6 ± 0.3 млн років тому   |
| Пумірі                    | 4862       | 19°00′ пд. ш. 68°26′ зх. д. / 19.000° пд. ш. 68.433° зх. д.           | голоцен?                   |
| Сайрекабур                | 5971       | 22°43′06″ пд. ш. 67°53′26″ зх. д. / 22.71833° пд. ш. 67.89056° зх. д. | голоцен                    |
| Сакабая                   | 4300       | 18°37′32″ пд. ш. 68°44′55″ зх. д. / 18.62556° пд. ш. 68.74861° зх. д. | голоцен?                   |
| Саксані                   | 5090       | 19°8′ пд. ш. 68°25′ зх. д. / 19.133° пд. ш. 68.417° зх. д.            |                            |
| Сан-Августин              | 4357       | 21°13′04″ пд. ш. 67°36′24″ зх. д. / 21.21778° пд. ш. 67.60667° зх. д. | голоцен?                   |
| Санта-Ісабель             | 5240       | 21°38′26″ пд. ш. 66°31′40″ зх. д. / 21.64056° пд. ш. 66.52778° зх. д. | голоцен                    |
| Сапалері                  | 5653       | 22°48′30″ пд. ш. 67°10′40″ зх. д. / 22.80833° пд. ш. 67.17778° зх. д. |                            |
| Сахама                    | 6542       | 18°06′14″ пд. ш. 68°52′53″ зх. д. / 18.10389° пд. ш. 68.88139° зх. д. | голоцен                    |
| Сіркі                     | 5072       | 17°21′ пд. ш. 69°24′ зх. д. / 17.350° пд. ш. 69.400° зх. д.           | -                          |
| Соледад                   |            |                                                                       | 5.4 млн років тому         |
| Суні-Кіра                 | 5899       | 22°00′34″ пд. ш. 67°13′08″ зх. д. / 22.00944° пд. ш. 67.21889° зх. д. | пліоцен                    |
| Тата-Сабая                | 5430       | 19°07′58″ пд. ш. 68°31′31″ зх. д. / 19.13278° пд. ш. 68.52528° зх. д. | голоцен                    |
| Тітівілья                 | 5050       | 19°43′ пд. ш. 68°11′ зх. д. / 19.717° пд. ш. 68.183° зх. д.           | пліоцен                    |
| Токорпурі                 | 5808       | 22°25′33″ пд. ш. 67°54′38″ зх. д. / 22.42583° пд. ш. 67.91056° зх. д. | голоцен                    |
| Тунупа                    | 5432       | 19°49′52″ пд. ш. 67°38′33″ зх. д. / 19.83111° пд. ш. 67.64250° зх. д. |                            |
| Укі-Укіні                 | 5490       | 18°19′ пд. ш. 69°02′ зх. д. / 18.317° пд. ш. 69.033° зх. д.           | -                          |
| Умурата                   | 5710       | 18°21′20″ пд. ш. 69°02′59″ зх. д. / 18.35556° пд. ш. 69.04972° зх. д. | -                          |
| Утурунку                  | 6008       | 22°15′07″ пд. ш. 67°11′12″ зх. д. / 22.25194° пд. ш. 67.18667° зх. д. | голоцен                    |
| Уярані                    | 4259       | 18°28′21″ пд. ш. 68°39′19″ зх. д. / 18.47250° пд. ш. 68.65528° зх. д. | -                          |
| Хаю-Кута                  | 3716       | 19°27′55″ пд. ш. 67°25′34″ зх. д. / 19.46528° пд. ш. 67.42611° зх. д. | голоцен?                   |
| Хоркада                   | 5650       | 22°01′34″ пд. ш. 67°45′52″ зх. д. / 22.02611° пд. ш. 67.76444° зх. д. | 95 000 років тому          |
| Чіяр-Куллу                |            | 19°26′ пд. ш. 67°23′ зх. д. / 19.433° пд. ш. 67.383° зх. д.           | 22 млн років тому          |
| Чіяр-Куллу                | 4051       | 19°43′28″ пд. ш. 67°39′16″ зх. д. / 19.72444° пд. ш. 67.65444° зх. д. | -                          |
| Чулькані                  | 5032       | 18°18′39″ пд. ш. 68°50′24″ зх. д. / 18.31083° пд. ш. 68.84000° зх. д. |                            |
| Чутінса                   | 5184       |                                                                       |                            |
| Юмія                      | 4350       | 21°28′59″ пд. ш. 67°32′06″ зх. д. / 21.48306° пд. ш. 67.53500° зх. д. | голоцен                    |

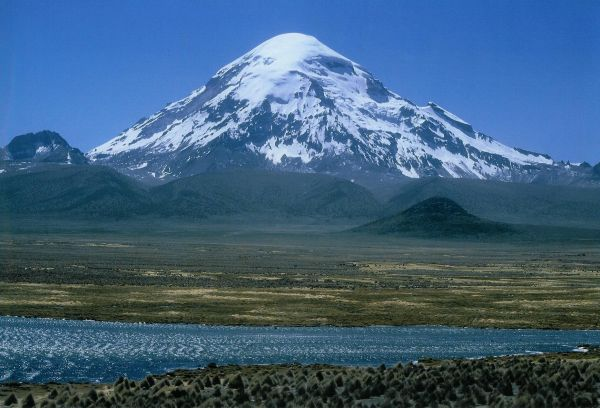
Сахама - стратовулкан, який вважається згаслим
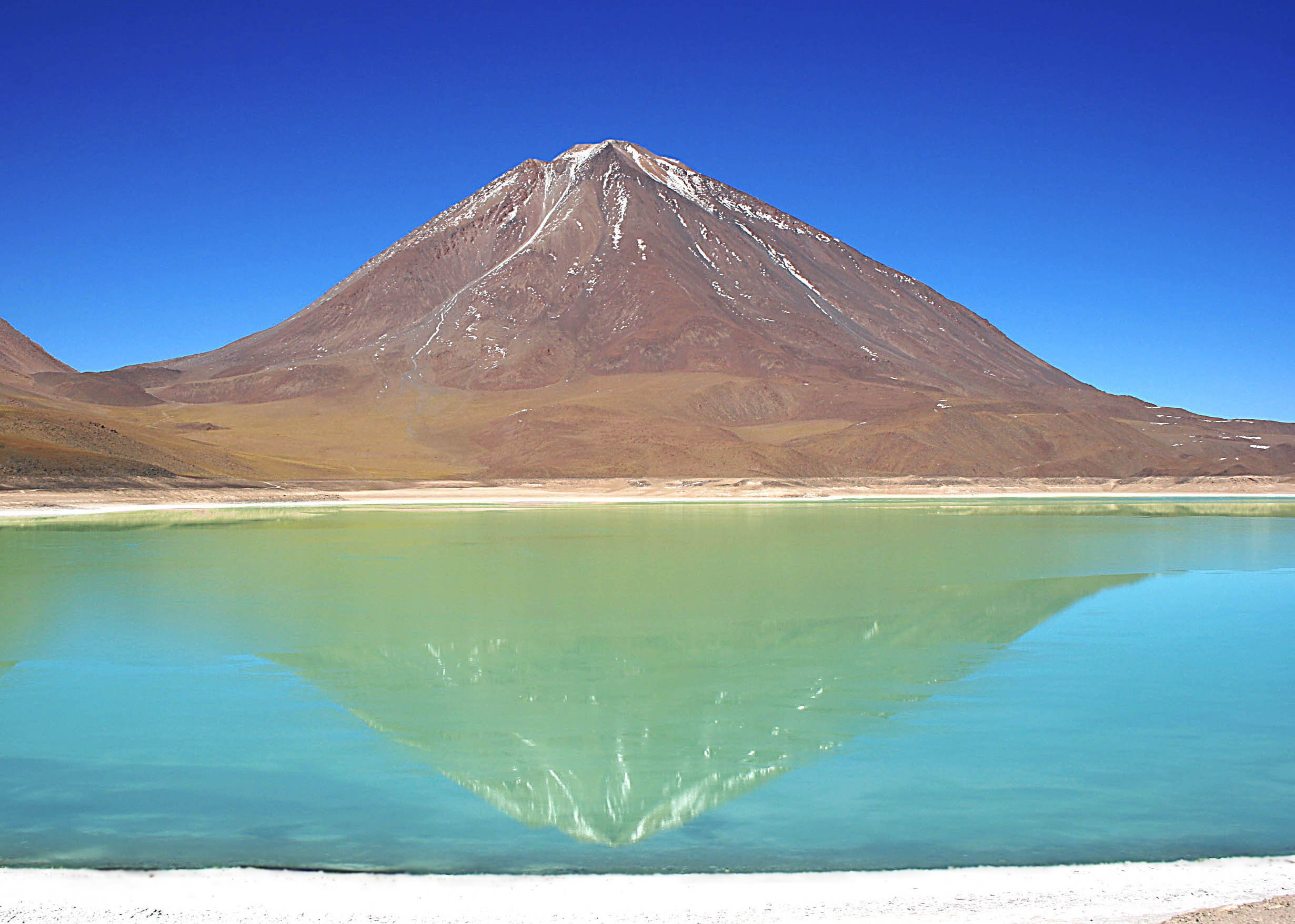
Вид на Ліканкабур. Район вершини лежить у Чилі
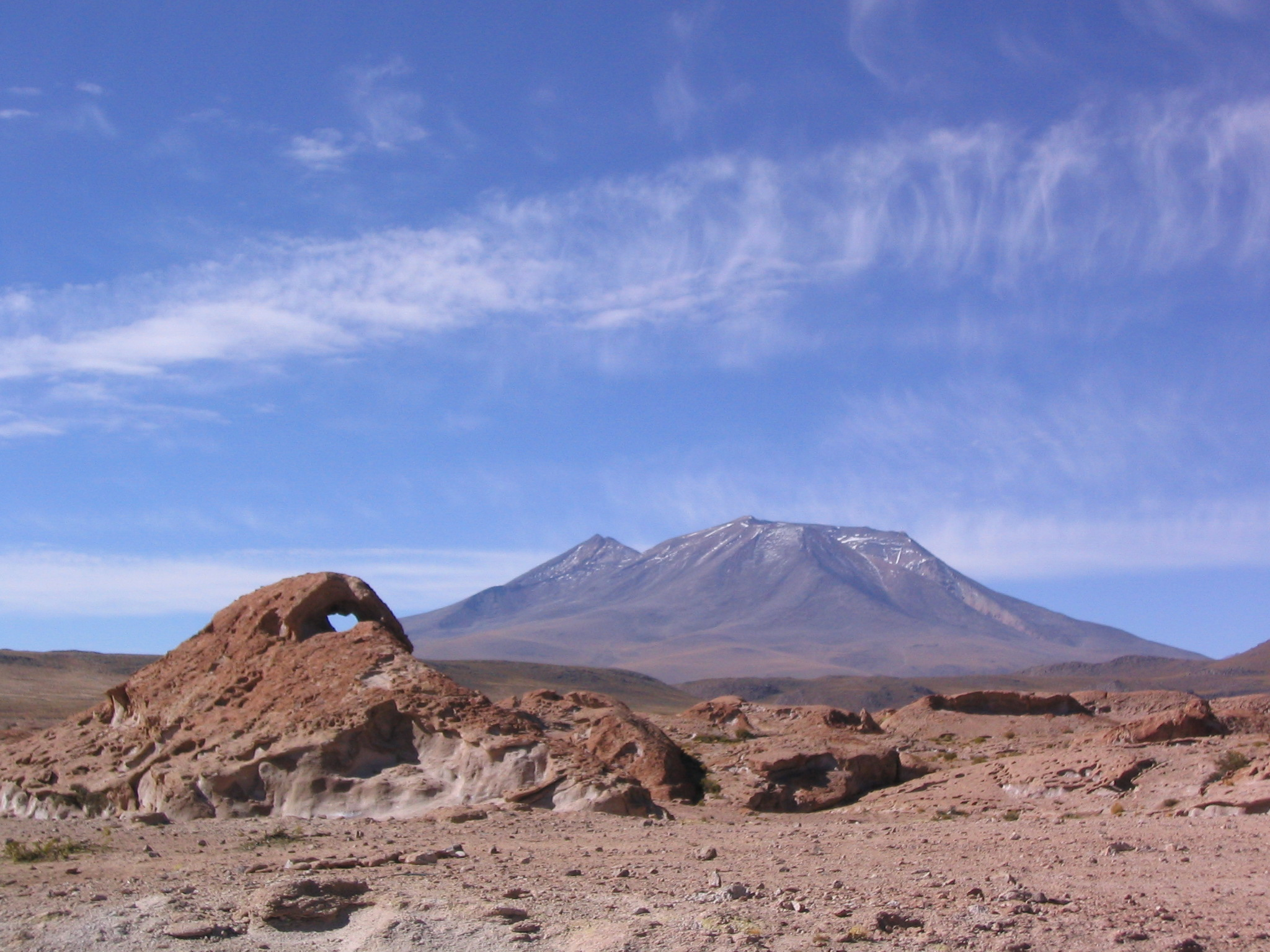
Ольяґуе, вид із Болівії
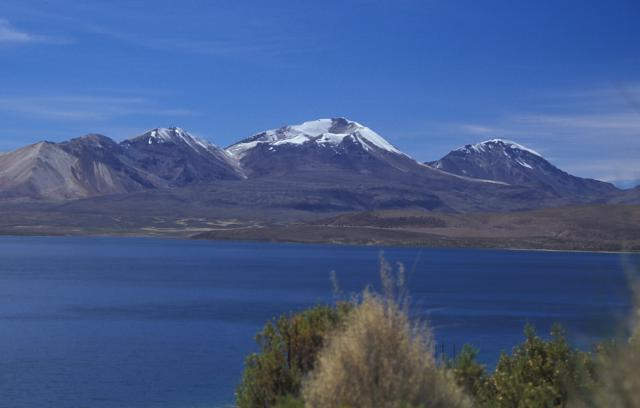
Вулкан Акотанґо, вид із Чилі